# Velencemeer
Het Velencemeer (Velencei-tó) in Hongarije ligt in noordoostelijke richting in het verlengde van het Balatonmeer, dat 30 km zuidwestelijk ligt. Op 8 km ligt ten westen van het meer de stad Székesfehérvár en 40 km van de hoofdstad Boedapest in het comitaat Fejér. Het Velencemeer ligt in het verlengde van de E 96 aan de noordkant en de M 7-weg aan de zuidkant.
Het Velencemeer is met circa 26 km2 de verkleinde uitgave van het grotere Balatonmeer, waarvan het water nog warmer is dan dat van de grote neef. Aan de zuidoever liggen vakantiedorpen met strandbaden: Velencefürdö, Gárdony en Agárd. Rondom het Velencemeer zijn de stranden zanderig, ideaal voor kinderen. De volwassenen moeten zeer ver in het meer gaan, om te kunnen zwemmen. Het meer is 10,8 km lang, tussen 1,5 en 3,5 km breed en strekt zich uit over een oppervlakte van 24,9 km2.
In de omgeving ligt het Velencegebergte en zijn 325 meter hoge Meleg-Hegy (Warme Berg) in het noorden en het oeveroppervlak bestaat uit een omgording van riet aan de zuidkant. Het Velencemeer ligt in de voortzetting van dit geografische natuurlijk kanaal in een NO- en ZW-as, gelijk met het verder zuidwestelijk gelegen grotere Balatonmeer.

## Het meer
Met een doorsneediepte van zo'n 1,60 meter is het Velencemeer voor het merendeel ondiep. De diepste plaatsen zijn zowat meer dan drie meter diep. Afgezien van kleinere zijriviertjes is het steppenmeer toch bijzonder aangewezen op regen voor het wateraanvoer. Deze blijven door het noordelijke gebergte meestal uit, door de opstijgende warme luchtmassa aan de flanken. In de loop van zowat 150 jaar lag het meer er soms uitgedroogd bij. In 1843 hebben Huzaren een gehele legermanoeuvre in de uitgedroogde meerbodem uitgevoerd. In 1993 trok het waterpeil zelfs tot zo'n 50 meter van de oorspronkelijke oevers terug. Met hoge kosten werd kunstmatig terug water bijgepompt, maar bij de eerste winterse regenperiode daarna, vulde het meer zichzelf weer naar zijn oorspronkelijke huidige waterniveau.
De gezamenlijke meeroppervlakte is zowat door een derde van de rietoppervlakte doortrokken. In sterk verschil met het noordwesten van het meer strekt zich een groot, beschermd vogelreservaat uit, een uitzonderlijk toegankelijk beschermd gebied.
Het Velencemeer is een van de warmste van Europa, doordat het water in de zomermaanden met temperaturen van 26° tot 28 °C verwarmt en opwarmt. De zuid-, oost- en noordoostelijke oevers bieden vele zwemmogelijkheden. Het toeristencentra zijn gelegen in de dorpen Velence, Gárdony en Agárd. Het Velencemeer heeft aan de noordelijke oever tussen Pákozd en Sukoró de schiereilanden Szúnyogsziget (muggeneilanden) met een arboretum. Deze stilstaande wateren zijn een ideale broedplaats voor deze insecten. De plaatsen, Velencefürdö, Agárd, Gárdony en Sukoró zijn dan ook voluit op het toerisme berekend. Ze zijn zeer goed bereikbaar met het openbaar vervoer (het stoomtreintje stopt in elke plaats). Deze spoorweg loopt langs de zuidkant van het Velence-traject. Vanaf de verschillende strandbaden heeft men een panoramisch uitzicht over het meer en de heuvels achter Velence.

## Geschiedenis
De naam Velence wordt voor het eerst in de 15e eeuw vermeld. De Italiaan Antonio Bonfini, een geschiedschrijver van de Hongaarse koning Matthias Corvinus, gaf het meer de naam van de uitgedreven oorspronkelijke bewoners der Veneti terug. Daarvoor noemde het Fertő, wat zoveel betekent als moeras of drasland. Fertő mag men niet verwarren met het Neusiedler Meer, alhoewel dit gedeelde Oostenrijks-Hongaarse meer en grensmeer ook droog heeft gestaan tijdens de warme zomers in de 19e eeuw.
Op 29 september 1848 werd noordelijk van het meer, nabij Pákozd, de eerste en zegerijke slag gevoerd door de Hongaarse vrijheidsstrijders tegen de Habsburgers. Een gedenktafel in de kerk van Sukoró herinnert aan deze veldslag. Op de vooravond van deze slag hield hier de eerste minister-president graaf Lajos Batthyány een belangrijke redevoering. Op een heuveltop, gelegen aan de noordelijke oever van het meer, herinnert een opgerichte obelisk aan de plaats van de slag.
Als recreatiegebied werd het meer in de jaren dertig van de twintigste eeuw afgesloten. Tussen Gárdony en Agárd werd een thermaalbad aan een natuurlijke thermaalwaterbron opgericht. In Velence werd eveneens een thermaalbad direct aan de oever van het meer ingericht en vooruitlopend naar 2008 terug geopend. Er bestaan twee eilanden, die in de jaren 1960 door baggeringswerkzaamheden uitgediept werden. Ook werd toen de oeverkant aan de badengebieden veelvuldig gebetonneerd en ging de natuurlijke oeverbegroeiing hierdoor verloren.

## Overzicht
- In het noorden van het meer ligt het dorp Pákozd met een der belangrijkste vondsten uit de bronstijd van Hongarije.
- Een museum ligt in de buurt van de obelisk op een hoogte, aan de noordkant van het Velencemeer.
- Het werk- en woonhuis van de dichter Mihály Vörösmarty bevindt zich aan de Benceberg aan de noordelijke oever van het meer. Een gedenkmuseum staat in Kápolnásnyék.
- Het geboortehuis en huidige museum van de schrijver Géza Gárdonyi bevindt zich in Agárd. De auteur van de roman Ster van Eger, waardoor de meeste Hongaarse kinderen, de Turkentijd leren kennen, werd als Ziegler geboren, en was Hongaars-Duits.